# امهرست (ویرجینیا)
امهرست، ویرجینیا (به انگلیسی: Amherst, Virginia) یک منطقهٔ مسکونی در ایالات متحده آمریکا است که در ویرجینیا واقع شده‌است.

## خصوصیات
امهرست ۱۲٫۹ کیلومترمربع مساحت و ۲٬۲۳۱ نفر جمعیت دارد و ۲۳۲ متر بالاتر از سطح دریا واقع شده‌است.